# Schleicher ASK 21

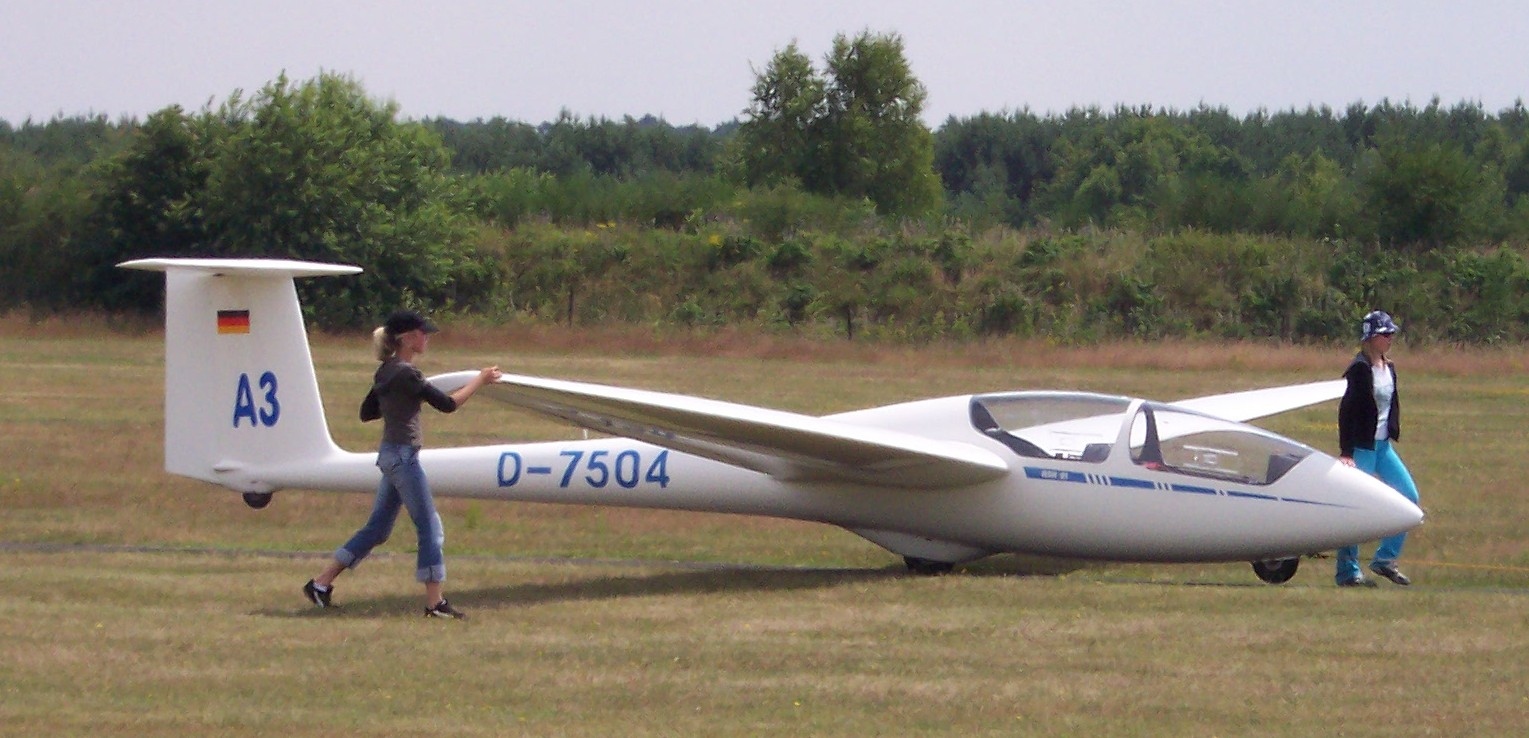
ASK 21

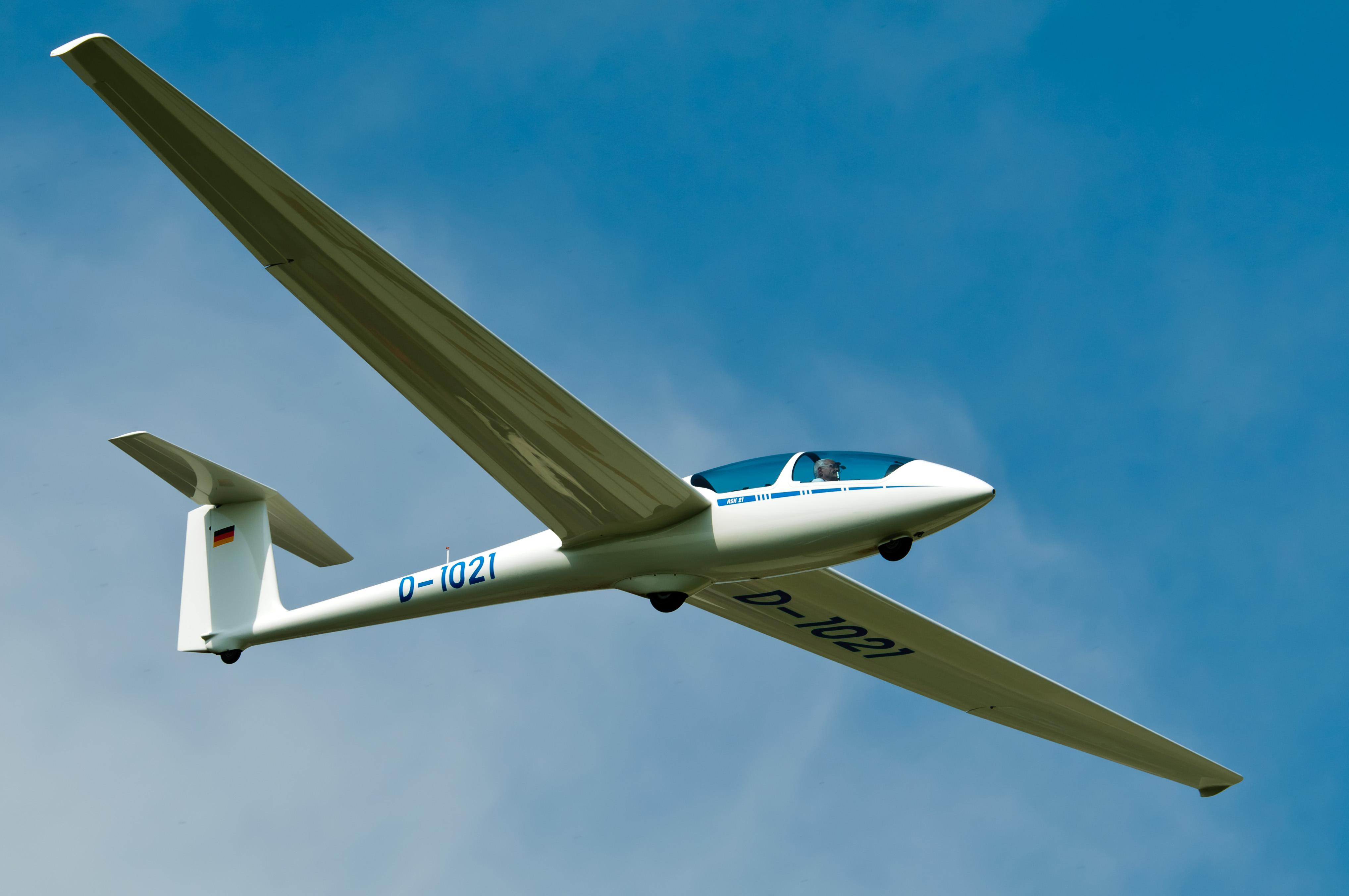
在滑翔机场Kamen-Heeren最后进近阶段中的ASK 21 “D-1021”

Schleicher ASK 21是一款双座滑翔机，采用玻璃纤维结构，中单翼布局和带有阻尼的T型尾翼，主要用于训练、特技飞行、速度飞行以及在特定条件下的云上飞行。滑翔指数92。它与它的前代型号ASK 13及竞争对手Twin Astir一样，被广泛用于滑翔机的教学训练。

## 历史
ASK 21是受欢迎的ASK 13双座教练机的后继机型，由鲁道夫·凯泽设计，以满足市场对现代化双座滑翔机的需求，弥补教练机和高性能单座滑翔机之间的性能差距。ASK 21是制造商Alexander Schleicher飞机制造公司的第一款全玻璃钢材料双座滑翔机，同时也是仍在生产的最后一种全玻璃钢材料滑翔机（截至2016年）。原型机于1978年12月首飞，并于1979年开始生产。美国空军学院在1986年和1987年以TG-9的名义为其培训计划采购了5架ASK 21。该飞机现在仍在生产，已製造數量推估為1,000。
2004年12月，可以自主起飞的教练机ASK 21 Mi首飞。 
2018年7月，在很多细节上作出了改进的型号ASK 21 B完成首飞。

## 飞机结构
双座串列布局的座舱配备有两套控制系统以及可调节的座椅和方向舵踏板。如果飞行员没有达到所需的最低重量，可以在前排座椅前面安装由螺丝固定的铅板作为必要配重。由于位于重心前方较远位置，每公斤铅配重可以弥补1.25公斤前排座椅飞行员所欠缺的重量。机身外壳由细管夹层结构的材料制成，因此在提供被动事故保护的同时还具有较轻的重量。两部分组成的悬臂式中单翼采用单翼梁，玻璃纤维结构，没有襟翼，但在每个机翼上都有扰流板。翼尖向下弯折，以允许起飞时一侧机翼置于地面。
T型尾翼有一个固定的水平安定面和可以用弹簧配平的升降舵，以及自动或手动安装（旧版本）的连杆。主起落架由前后两个不可收起的轮子组成。主轮位于飞行重心的后面，采用一个盘式制动器。主轮周围有流线型外壳包围，这也使给主轮充气变得比较困难。飞机尾部安装有橡胶滑橇或尾轮。
ASK 21 Mi配备单盘汪克尔发动机作为动力，7700转/分转速下，输出功率为41千瓦（56马力）。可以轻松地自主起飞。它的前轮与方向舵联动。此外，翼尖也加装了小的滚轮，以便于在无人协助抬起翼尖的情况下滑跑和起飞。ASK 21 Mi因为重量增加，所以只允许完成普通特技飞行。
飞机正常飞行寿命为12,000小时，通过特定延寿措施，最长可提高到18,000小时。
ASK 21 B驾驶舱的内部空间增加，还有更大的主轮和后轮。此外，在机身中设置了自动连接件，便于连接扰流板和副翼的安装。垂直安定面内有尾旋配重的安装位置。

## 飞行特性
较厚的翼型剖面提供了良好的低速飞行特性（单飞行员时的标称失速阈限为65公里/小时），使得飞机能够利用很弱的热气流飞行。飞行特性非常温和：ASK 21几乎不可能进入尾旋，即使在很严重的失速下坠中，它仍然可以很好地控制。在必要时，可以通过在尾部安装铅配重，以便将飞机重心向后移动，从而使飞机在安全指导和特技飞行中可以进入尾旋。单座时的ASK 21在热气流中爬升性能很像K 8。但快速飞行中的表现明显落后于现代高性能滑翔机。不过在天气好的时候，还是有能力完成500公里长距离飞行的。此外，它也是一架动作温和的特技飞机，因此也非常适合特技飞行训练。

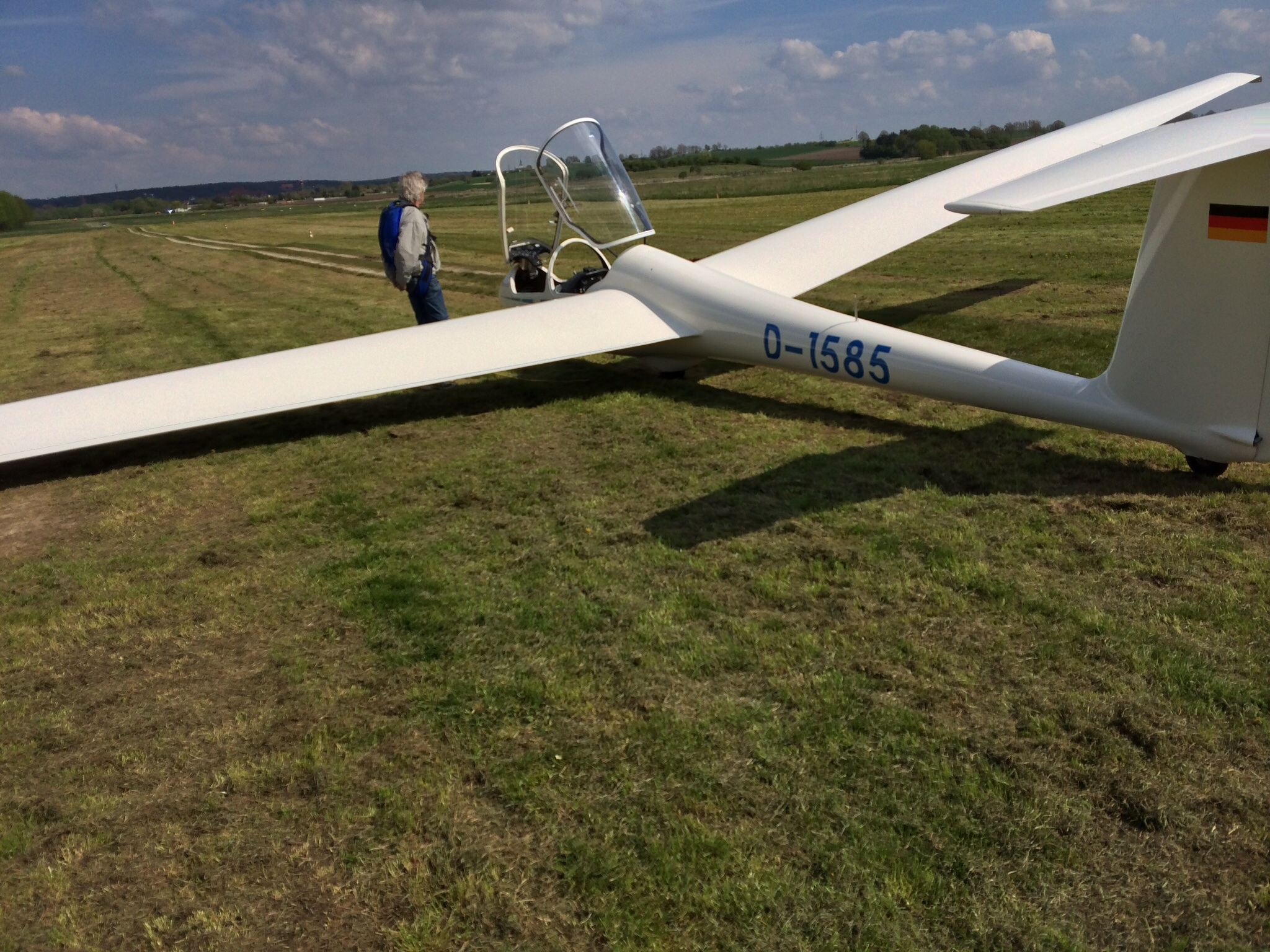
打开座舱罩的ASK 21正在做飞行前准备

## 技术数据
ASK 21的技术数据
| 参数                     | 数值                            |
| ------------------------ | ------------------------------- |
| 翼展                     | 17米                            |
| 机翼面积                 | 17.95平方米                     |
| 展弦比                   | 16.1                            |
| 机身长度                 | 8.35米                          |
| 驾驶舱座椅高度           | 0.90米                          |
| 驾驶舱宽度（净宽）       | 0.68米                          |
| 尾翼高度                 | 1.55米                          |
| 翼型                     | Wortmann FX SO 2-196和FX 60-126 |
| 最大过载（180公里/小时） | 6.5 G 到 -4.0 G                 |
| 最大过载（280公里/小时） | 5.3 G 到 -3.0 G                 |
| 最简配备下空重           | 大约360公斤                     |
| 最大起飞重量             | 600公斤                         |
| 翼载荷（载荷85公斤）     | 24.5公斤/平方米                 |
| 翼载荷（载荷200公斤）    | 31.0公斤/平方米                 |
| 前座载荷                 | 最大110公斤                     |
| 后座载荷                 | 最大110公斤                     |
| 最高时速                 | 280公里/小时                    |
| 失速速度（单座）         | 65公里/小时                     |
| 失速速度（双座）         | 74公里/小时                     |
| 最大可操纵速度           | 180公里/小时                    |
| 最大速度，在较强湍流下   | 200公里/小时                    |
| 扰流板抬起速度限制       | 不超过280公里/小时              |
| 最低下降速度（单座）     | 0.65米/秒                       |
| 滑翔比                   | 33.5                            |

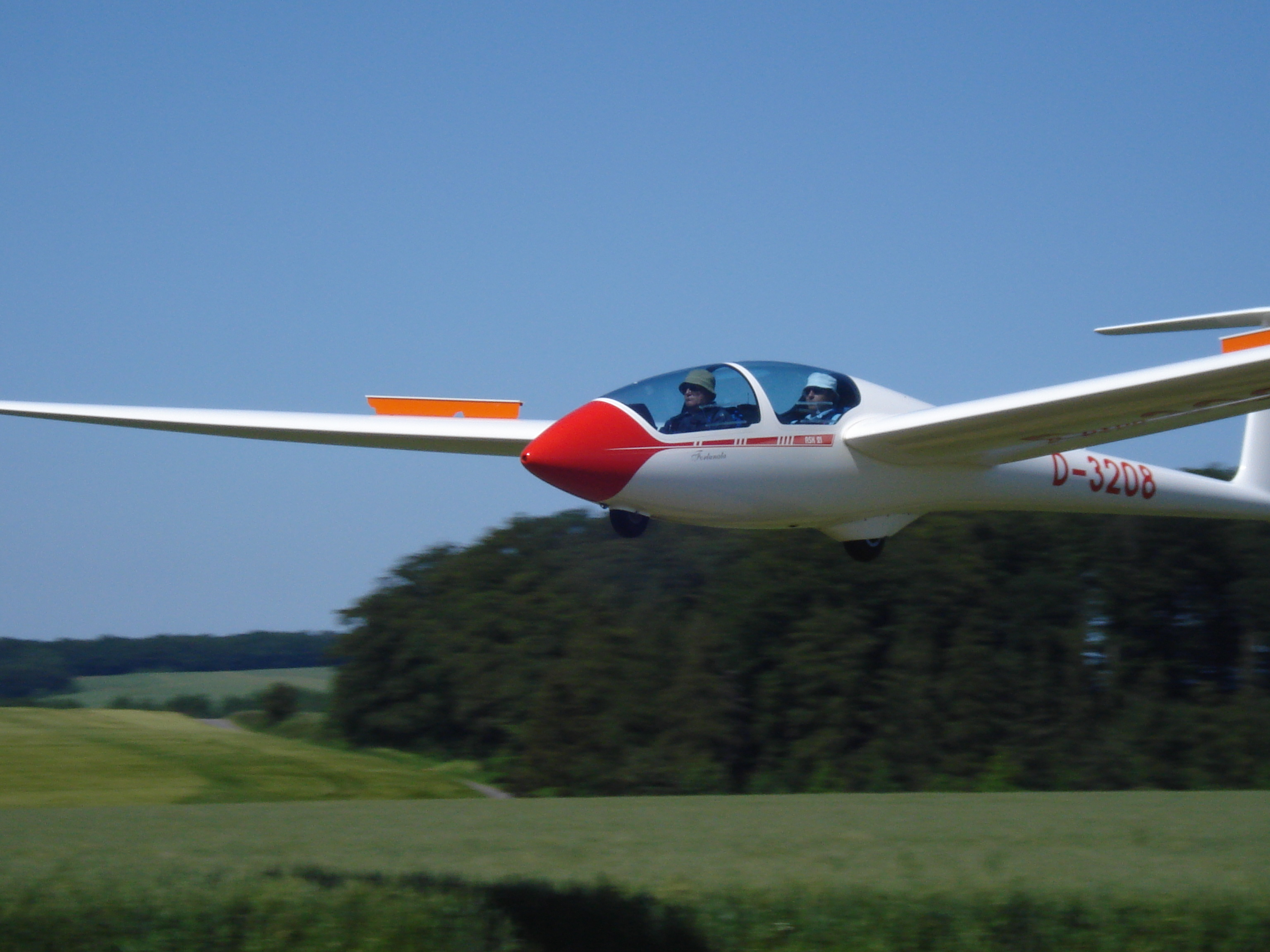
接地前的ASK 21

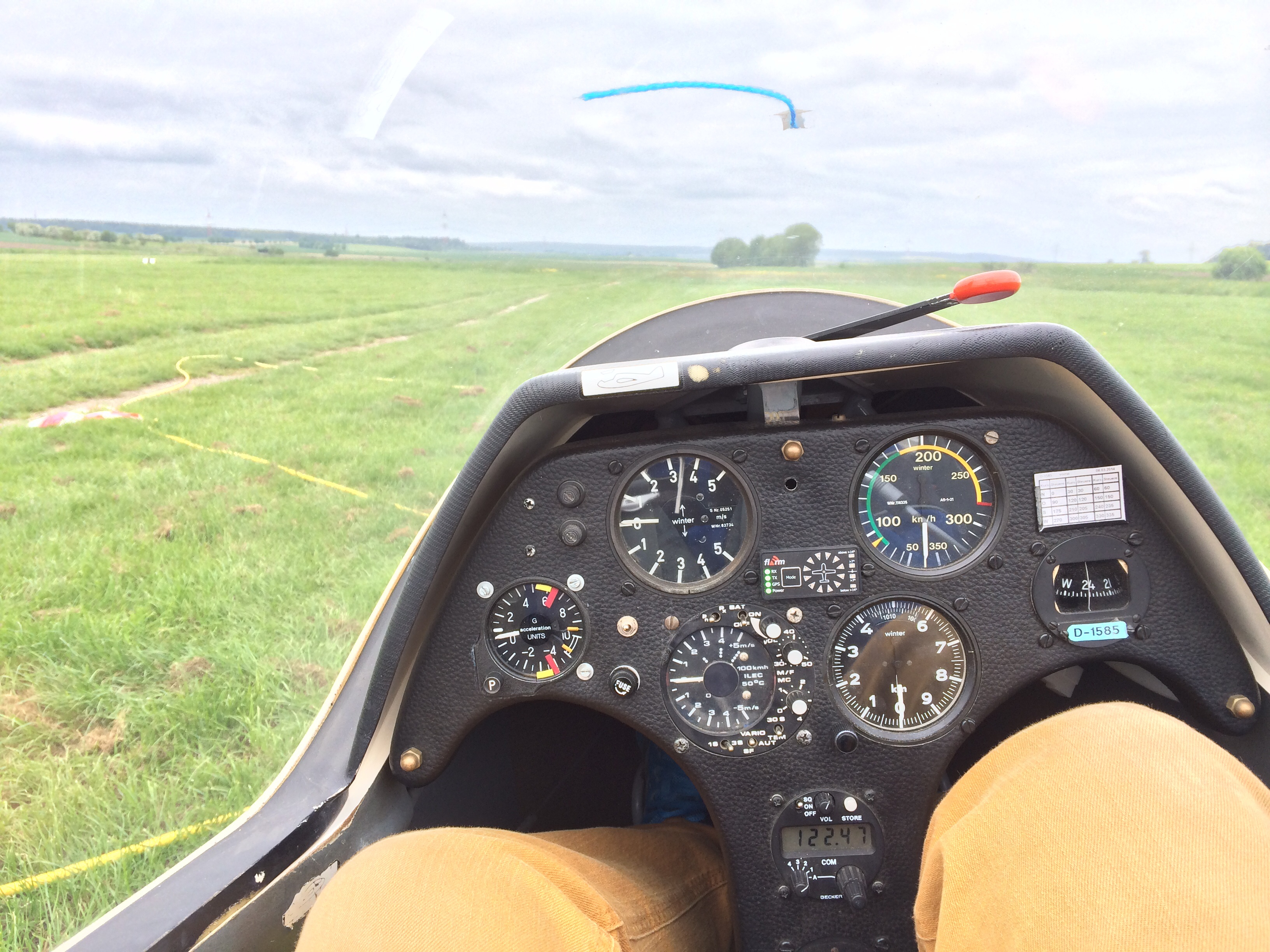
ASK 21的非标准仪表板适用于较高的人

ASK 21 Mi的技术数据
| 参数           | 数据                                 |
| -------------- | ------------------------------------ |
| 发动机         | 钻石旋转式引擎                       |
| 功率           | 在7700转/分时41千瓦（56马力）        |
| 燃油消耗       | 19升/小时（爬升）；14升/小时（巡航） |
| 机身油箱容积   | 23.2升                               |
| 巡航速度       | 140公里/小时                         |
| 爬升性能       | 约2.7米/秒                           |
| 航程           | 大约500公里                          |
| 起飞滑跑距离   | 250米                                |
| 空重           | 约475公斤                            |
| 最大起飞重量   | 700公斤                              |
| 翼载荷（最大） | 39公斤/平方米                        |
| 前座载荷       | 最大110公斤                          |
| 后座载荷       | 最大110公斤                          |
| 驾驶舱总负荷   | 最大205公斤                          |
| 失速速度       | 78公里/小时                          |
| 滑翔比         | 34.90                                |

## 链接
- . Alexander Schleicher.   [2009-03-23].

（页面存档备份，存于）
- ASK 21 型式[永久]认可 - EASA-TCDS-A.221[永久] （PDF，44   KB）
- (PDF).   [2009-06-22].

（页面存档备份，存于）